# Jesiotr krótkonosy
Jesiotr krótkonosy (Acipenser brevirostrum, Huso brevirostrum) – gatunek wędrownej, anadromicznej ryby z rodziny jesiotrowatych (Acipenseridae).

## Występowanie
Ameryka Północna – występuje w dorzeczu 16–19 dużych rzek i estuariach wzdłuż wybrzeża Oceanu Atlantyckiego od rzeki Saint John w Nowym Brunszwiku (Kanada) po Rzekę Świętego Jana na Florydzie (USA). Populacje mogą być niepołączone ze sobą, o czym świadczy m.in. brak notowań tego gatunku w morzu poza systemami rzecznymi i bardzo mały odsetek ryb oznakowanych złapanych poza siedliskiem, w którym zostały oznakowane.

## Budowa
Dorasta do 140 cm długości przy masie ponad 20 kg. Charakterystyczny krótki pysk (rostrum), krótkie wąsiki, ciemne ubarwienie głowy i grzbietu, spód jasny.

## Zagrożenia
Gatunek narażony na wyginięcie, został objęty konwencją CITES. Wpisany do Czerwonej Księgi IUCN w kategorii VU.